# Кузянино
Кузянино — деревня в Рузском районе Московской области России, входит в состав сельского поселения Дороховское. Население 1 человек на 2006 год. До 2006 года Кузянино входило в состав Старониколаевского сельского округа.
Деревня расположена в южной части района, в 11 километрах к югу от Рузы, на безымянном запруженном ручье, высота центра над уровнем моря 204 м, ближайший населённый пункт — деревня Товарково — в 2 километрах севернее.